# Bittacus alexanderi
Bittacus alexanderi är en näbbsländeart som beskrevs av George W. Byers 1999. 
Bittacus alexanderi ingår i släktet Bittacus och familjen styltsländor. Inga underarter finns listade i Catalogue of Life.